# 렉섬 자치시

렉섬 자치시

렉섬 자치시(영어: Wrexham, 웨일스어: Wrecsam)는 웨일스 북동부에 위치한 주급 자치시로 행정 중심지는 렉섬이며 면적은 499km2, 인구는 134,800명(2011년 기준), 인구 밀도는 268명/km2이다.